# نیکلای ماردوینوف (بازیگر)
نیکلای ماردوینوف (انگلیسی: Nikolay Mordvinov; ۱۵ فوریهٔ ۱۹۰۱ – ۲۶ ژانویهٔ ۱۹۶۶) بازیگر و کارگردان نمایش اهل اتحاد جماهیر شوروی سوسیالیستی بود.
وی همچنین برندهٔ جوایزی همچون جایزه لنین، جایزه هنرمند مردمی اتحاد جماهیر شوروی، مدال دفاع از مسکو، هنرمند مردمی جمهوری شوروی فدراتیو سوسیالیستی روسیه، و نشان پرچم سرخ کار شده‌است.